# Olympian Village
La ville d’Olympian Village est située dans le comté de Jefferson, dans l’État du Missouri, aux États-Unis. Sa population s’élevait à 774 habitants lors du recensement de 2010, estimée à 760 habitants en 2017.

## Démographie
| Groupe            | Olympian Village | Missouri | États-Unis |
| ----------------- | ---------------- | -------- | ---------- |
| Blancs            | 97,3             | 82,8     | 72,4       |
| Métis             | 1,2              | 2,1      | 2,9        |
| Asiatiques        | 0,5              | 1,6      | 4,8        |
| Afro-Américains   | 0,4              | 11,6     | 12,6       |
| Autres            | 0,4              | 1,4      | 6,4        |
| Amérindiens       | 0,3              | 0,5      | 0,9        |
| Total             | 100              | 100      | 100        |
|                   |                  |          |            |
| Latino-Américains | 1,6              | 3,6      | 16,7       |

Selon l’American Community Survey, pour la période 2011-2015, 98,24 % de la population âgée de plus de 5 ans déclare parler l'anglais à la maison, 0,96 % déclare parler le navajo et 0,8 % une autre langue.

## Source
- (en) Cet article est partiellement ou en totalité issu de l’article de Wikipédia en anglais intitulé « Olympian Village, Missouri » (voir la liste des auteurs).

1. ↑  (en) « Olympian Village, MO Population - Census 2010 and 2000 », sur censusviewer.com.
2. ↑  (en) « Population of Missouri - Census 2010 and 2000 », sur censusviewer.com.
3. ↑  (en) « Language spoken at home by ability to speak English for the population 5 years and over », sur factfinder.census.gov.